# Dendromecon harfordii
Dendromecon harfordii là một loài thực vật có hoa trong họ Anh túc. Loài này được Kellogg mô tả khoa học đầu tiên năm 1873.

## Hình ảnh

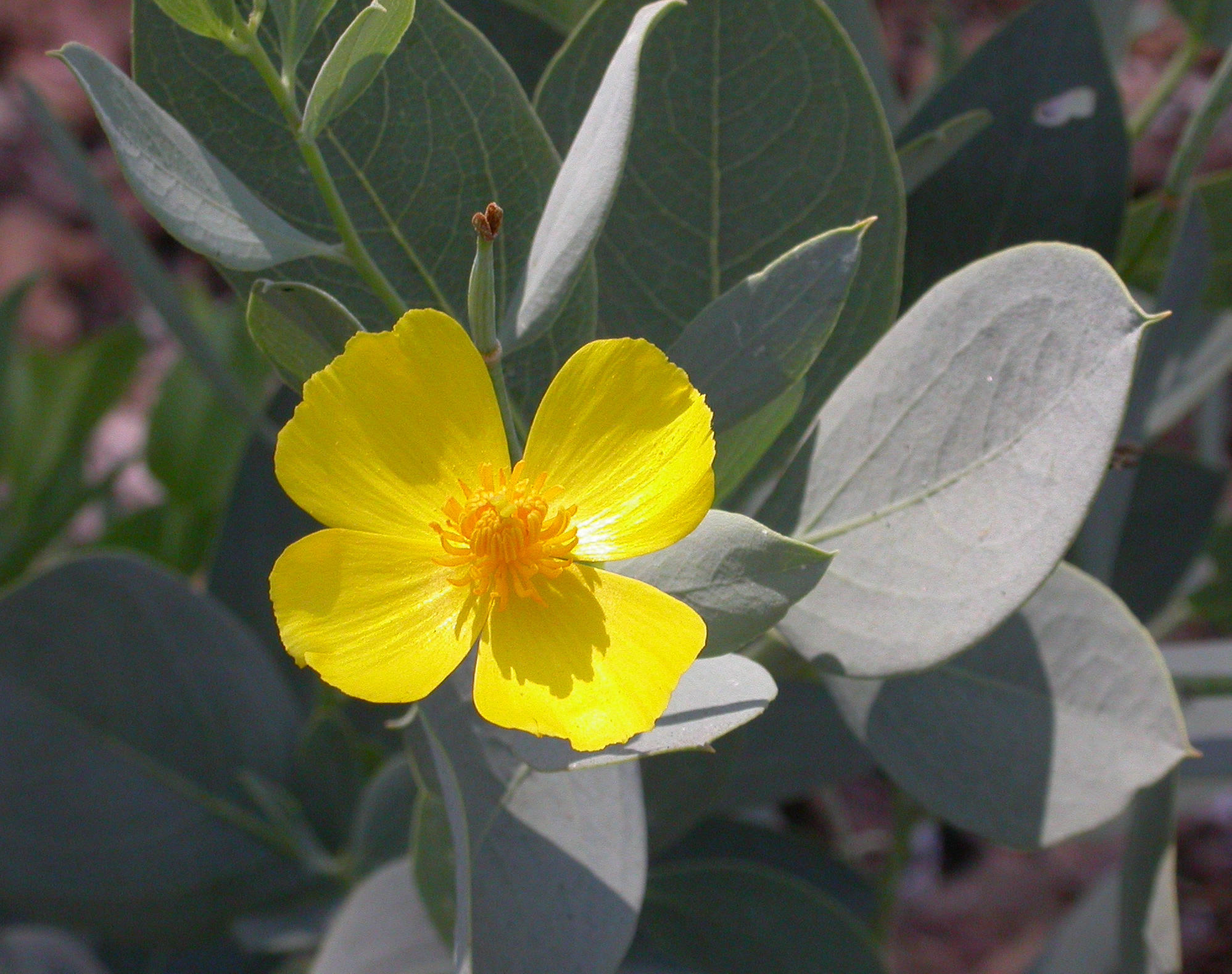
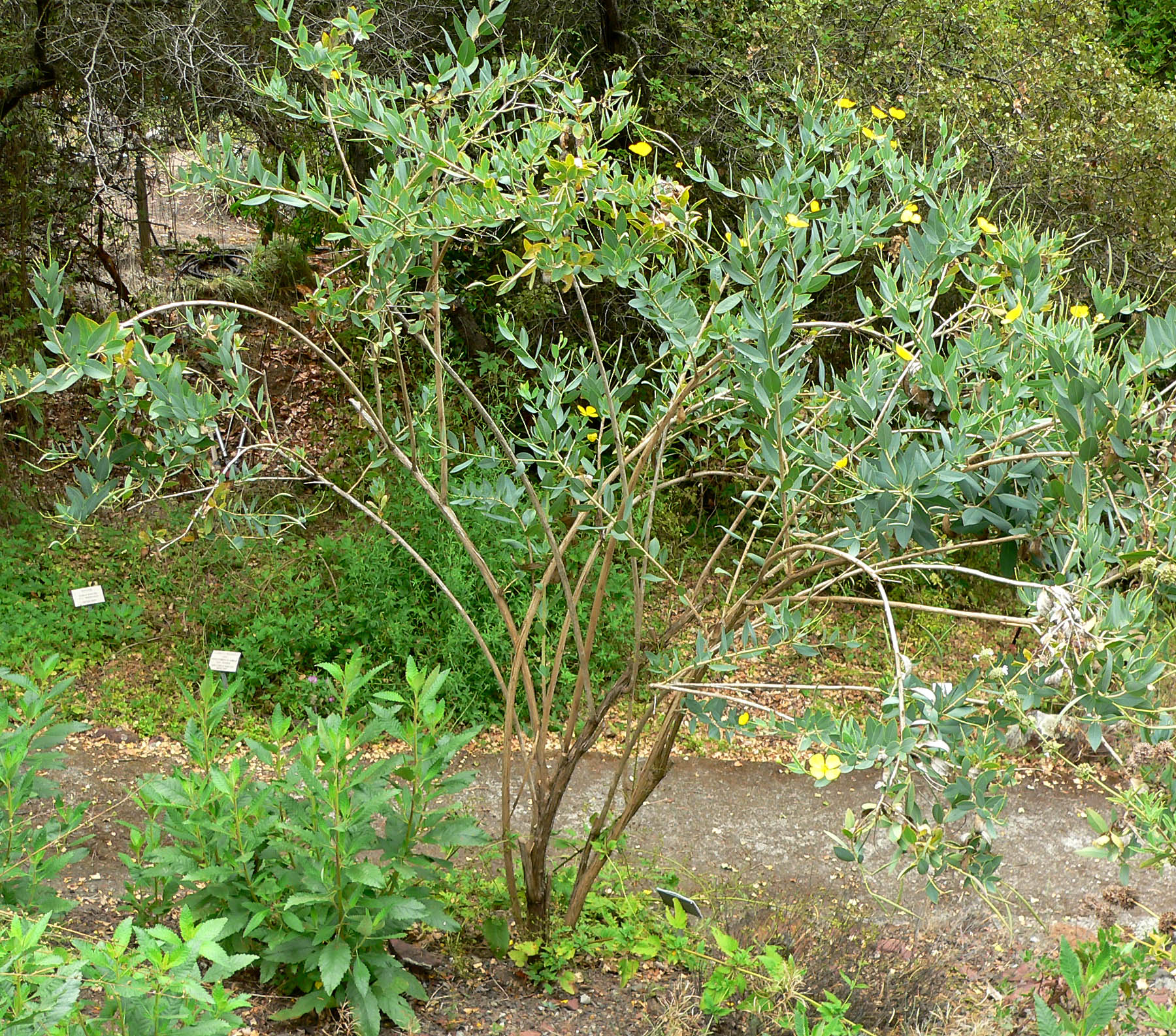
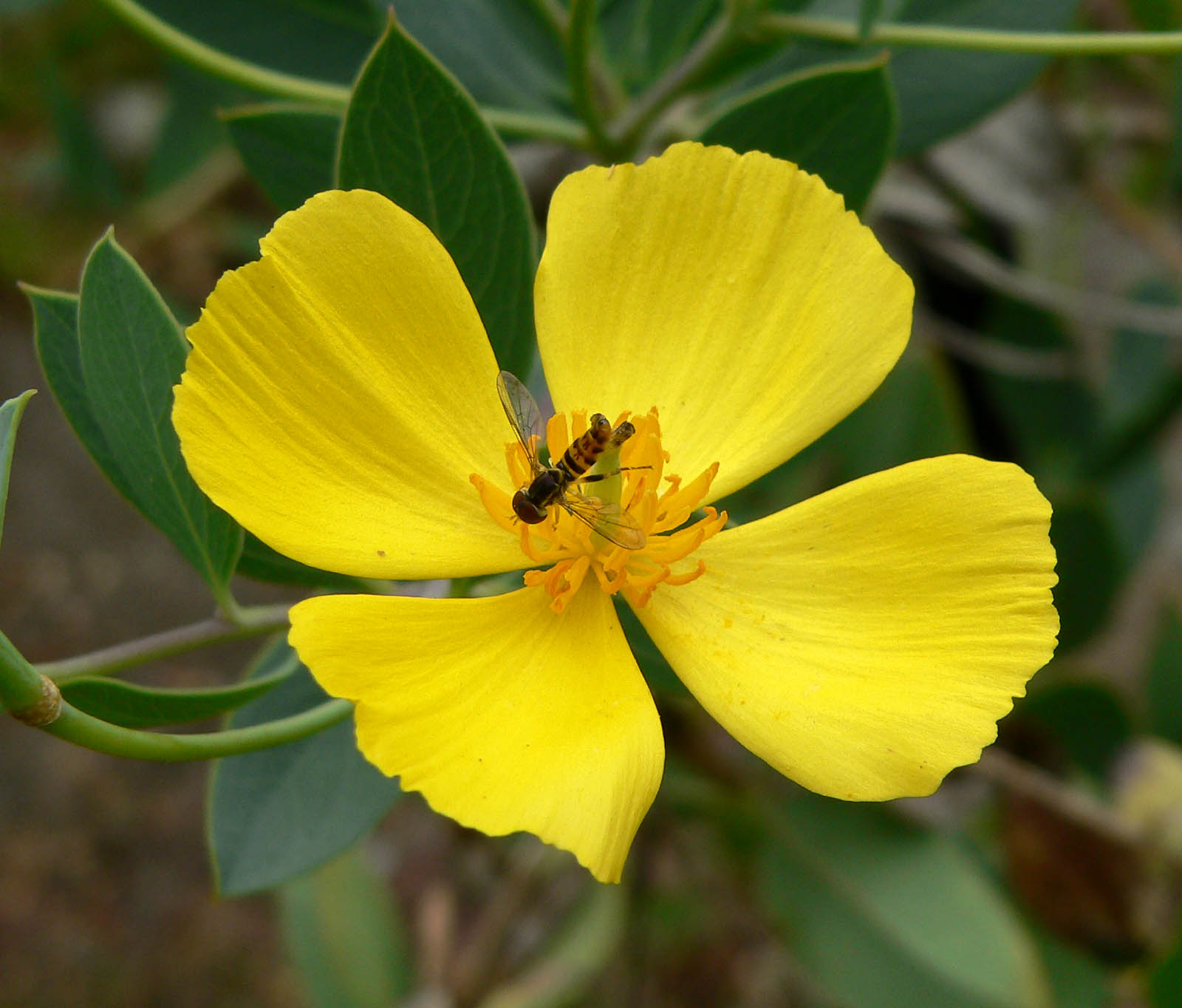
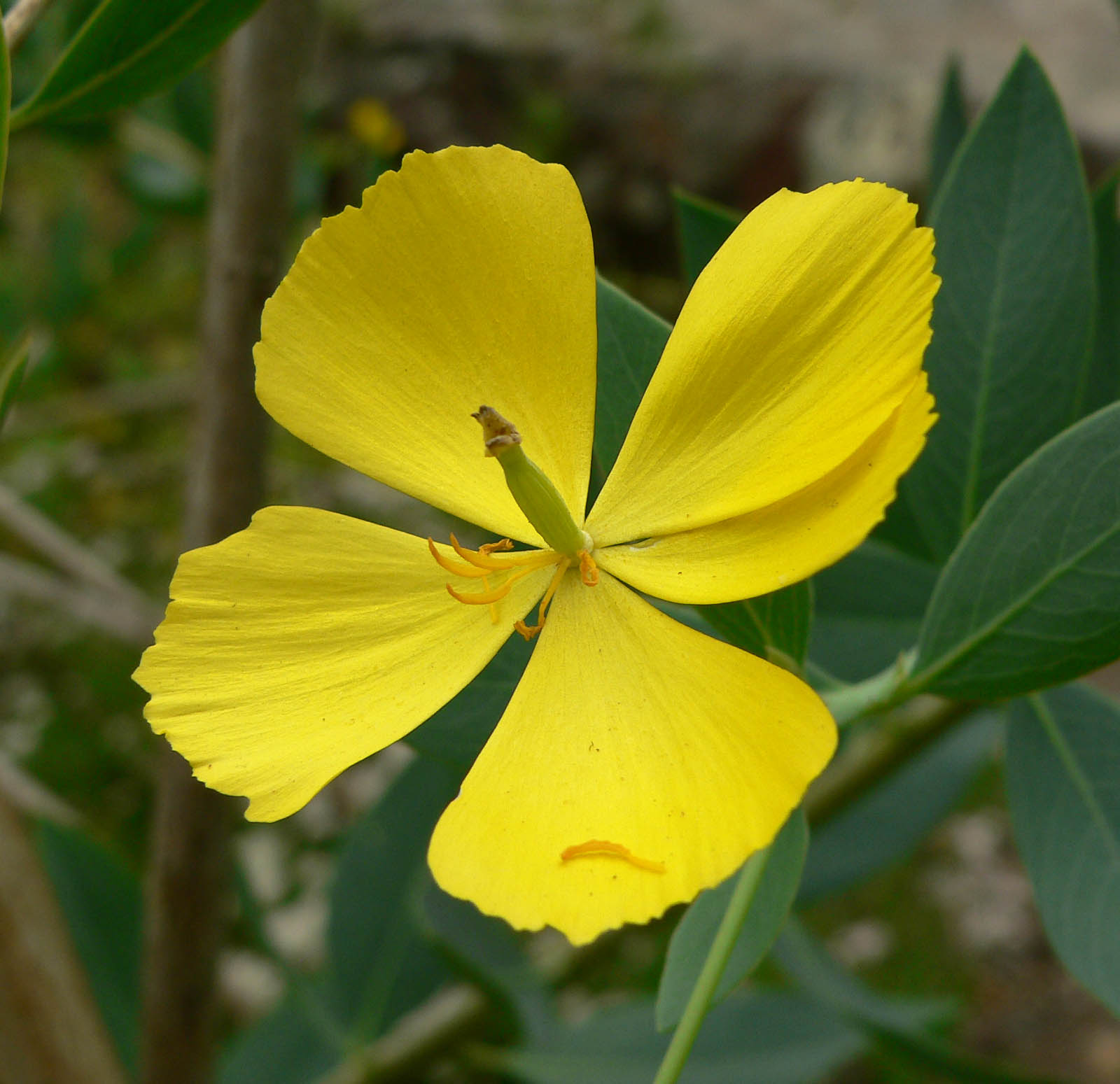